# Hafid Bouji
Hafid Bouji – niemiecki bokser, zdobywca 1. miejsca na Mistrzostwach Unii Europejskiej w 2007 roku oraz 3. miejsca w roku 2008.